# Masoud Pezeshkian
Masoud Pezeshkian (persisk: مسعود پزشکیان) (født 29. september 1954 i Mahabad (en), Vest-Aserbajdsjan, Iran) er en iransk hjertelæge og politiker, der har været Irans 9. præsident siden han blev taget i ed 30. juli 2024. Han var desuden sundhedsminister fra 2001 til 2005 og sad i det iranske parlament fra 2008 til 2024, valgt i Tabriz.

## Valget
Han blev valgt ved valget anden valgrunde 5. juli, hvor han besejrede Saeed Jalili, der betragtes som ultrakonservativ. Han fik 53,7 % (16.384.403 stemmer) af stemmerne, mens Jalili fik 44,3 % (13.538.179 stemmer) ved valgets anden runde, der havde en stemmeprocent på 49,8 %, hvilket var en stigning fra første runde (afholdt 28. juni), hvor 40 % valgte at stemme. Han erstattede Ebrahim Raisi, der døde i forbindelse med en helikopterulykke et par måneder forinden. Pezeshkian betragtes som moderat.
Han har tidligere deltaget ved præsidentvalget i 2013, hvor han endte med at trække sig, mens han i 2021 blev nægtet at stille op af Vogternes Råd.

## Personligt
Pezeshkian blev født i 29. september 1954 i Mahabad i provinsen Vest-Aserbajdsjan, hvor han også startede med at gå i skole, men han skiftede senere til en landbrugsskole i Urmia. Han blev færdiguddannet som læge i 1985, og bestod fem år senere sit speciale i almen kirurgi, afsluttende med uddannelsen som hjertekirurg i 1993. Undervejs i sin uddannelse underviste han desuden studerende i fysiologi. Under Iran-Irak-krigen fungerede han både som soldat og som leder af et hold læger. Han har tidligere været leder for et medicinsk universitet i Tabriz.